# Mia Hall
Mia Hall es la protagonista femenina en el libro If I Stay.En la película Mia es interpretada por Chloë Grace Moretz.

## Personalidad
Mia es tranquila, amable y musicalmente dotada. Por encima de todas las cosas, ella ama a su familia, su chelo, sus amigos y su novio Adam. 
Mia más notable por su habilidad para tocar el chelo. A ella le encanta la música clásica y esto juega un papel enorme en la relación con su novio, Adam.
Ella lucha con la pertenencia, a menudo la sensación como ella está fuera de lugar a su lado el rock and roll, la familia rebelde y novio. Recientemente se comienza a ver su herencia con un pequeño grado de duda, debido a su falta de similitudes en el carácter y comportamiento. A continuación, un accidente

## Accidente
Mia Hall y su familia tuvieron un gran accidente en el cual todos mueren y Mia
tiene la oportunidad de elegir entre su familia o su amor verdadero.

## Película
En 2014 llegó al cine la adaptación de esta historia con la actriz juvenil Chloë Grace Moretz  como Mia Hall,  Jamie Blackley como Adam Wilde novio de Mia.
- Datos: Q20639798